# Bakteriofag
En bakteriofag eller bakteriophag eller i kort form fag eller phag ((græsk): phagein for 'spiser'; "bakteriespiser") er en virus, der inficerer og reproducerer sig i bakterier.
Bakteriofager består som andre virus af et genom af nukleinsyre enten DNA eller RNA beskyttet af en skal eller kappe af protein.
Skallen er typisk opbygget af et enkelt eller få proteiner. Det samme gælder for halen.
Bakteriofagers genom kan indeholde meget forskellige antal gener. Disse forskelligheder strækker sig fra 3-150 gener.
Bakteriofager blev opdaget netop på grund af deres evne til at reproducere i en sygdomsfremkaldende bakterie, slå den ihjel og derved kurere patienten.

## Anvendelse
Da bakteriofag kun angriber bakterier og dræber disse i forbindelse med reproduktionen, forsker man i at opdrætte bakteriofager mod multiresistente bakterier til brug i bakteriofagterapi.
Bakteriofager anvendes også i stor udstrækning indenfor biokemi, da de muliggør overførsel af et fremmed stykke DNA til en bakteriestamme.
Den vigtige biokemiske teknik kaldet phage display anvender fager til screening for monoklonale antistoffer og mange andre proteiner.

## Eksterne links og henvisninger
1. ↑  Padilla-Sanchez, Victor (2021). "Structural Model of Bacteriophage T4". WikiJournal of Science. 4 (1): 5. doi:10.15347/WJS/2021.005.
2. ↑  Bakteriofagterapi. Ugeskrift for Læger 2020
3. ↑  Bakteriofag: En antibakteriel løsning. RUC 1. semesters rapport NatBach 17-12-2019
4. ↑  Bakteriernes værste fjende skal styrke fødevaresikkerheden. DM BIO 2021
5. ↑  Conformational dynamics control assembly of an extremely long bacteriophage tail tube. Journal of Biological Chemistry 2023
6. 1 2  Not All Viruses Are Bad For You. Here Are Some That Can Have a Protective Effect. ScienceAlert 2019
7. ↑  Kan bakterier blive syge? Videnskab.dk 2014

- Bakteriofagterapi. Biotech Academy Arkiveret 29. oktober 2016 hos  Wayback Machine
- Bakteriofager slår direkt mot resistenta bakterier. sverigesradio. se
- Bakteriofag. Den store danske

| Biologi | Spire Denne artikel om biologi er en spire som bør udbygges. Du er velkommen til at hjælpe Wikipedia ved at udvide den. |

| Lægevidenskab | Spire Denne artikel om lægevidenskab er en spire som bør udbygges. Du er velkommen til at hjælpe Wikipedia ved at udvide den. |

B